# Legion Śmierci
Legion Śmierci (słow. Legija Smrti) – słoweńska ochotnicza formacja zbrojna podczas II wojny światowej.
Legion został utworzony w sierpniu 1942 r., kiedy siły słoweńskich czetników pod zwierzchnictwem mjr. Karlo Novaka weszły w skład Ochotniczej Milicji Antykomunistycznej (Milizia Volontaria Anti-Comunista, MVAC). Legion rekrutował się spośród członków Słoweńskiego Katolickiego Sojuszu Narodowego i rolniczej milicji pod nazwą Vaške Straže. Liczył wówczas ok. 640 ludzi, dochodząc do ponad 1,6 tys. w lutym 1943 r. W krótkim czasie stał się mobilną i wytrzymałą jednostką. Był jedynym niepokonanym oddziałem MVAC podczas ataków komunistycznych partyzantów na poddających się Włochów.
Struktura organizacyjna:
- 1. Batalion (Vrhnika) – kpt. Dobrivoje Vasiljević
- 2. Batalion (Gorjanci) – kpt. Milan Kranjc
- 3. Batalion (Mokronog)

Ogółem 11 kompanii.